# Grand Star
Grand Star (La Compagnie des Glaces) è una serie televisiva di fantascienza del 2007 ideata da Georges-Jean Arnaud. È una coproduzione franco-belga-canadese, adattamento di una serie di racconti dallo stesso Georges-Jean Arnaud.
In Italia la serie è stata trasmessa su RaiSat Smash da dicembre 2008 e su Rai Gulp nel 2011.

## Trama
La serie è ambientata in un futuro apocalittico, cento anni dopo un cataclisma nucleare avvenuto sulla Luna che ha provocato una nuova era glaciale sulla Terra. 